# Força Aérea Israelense

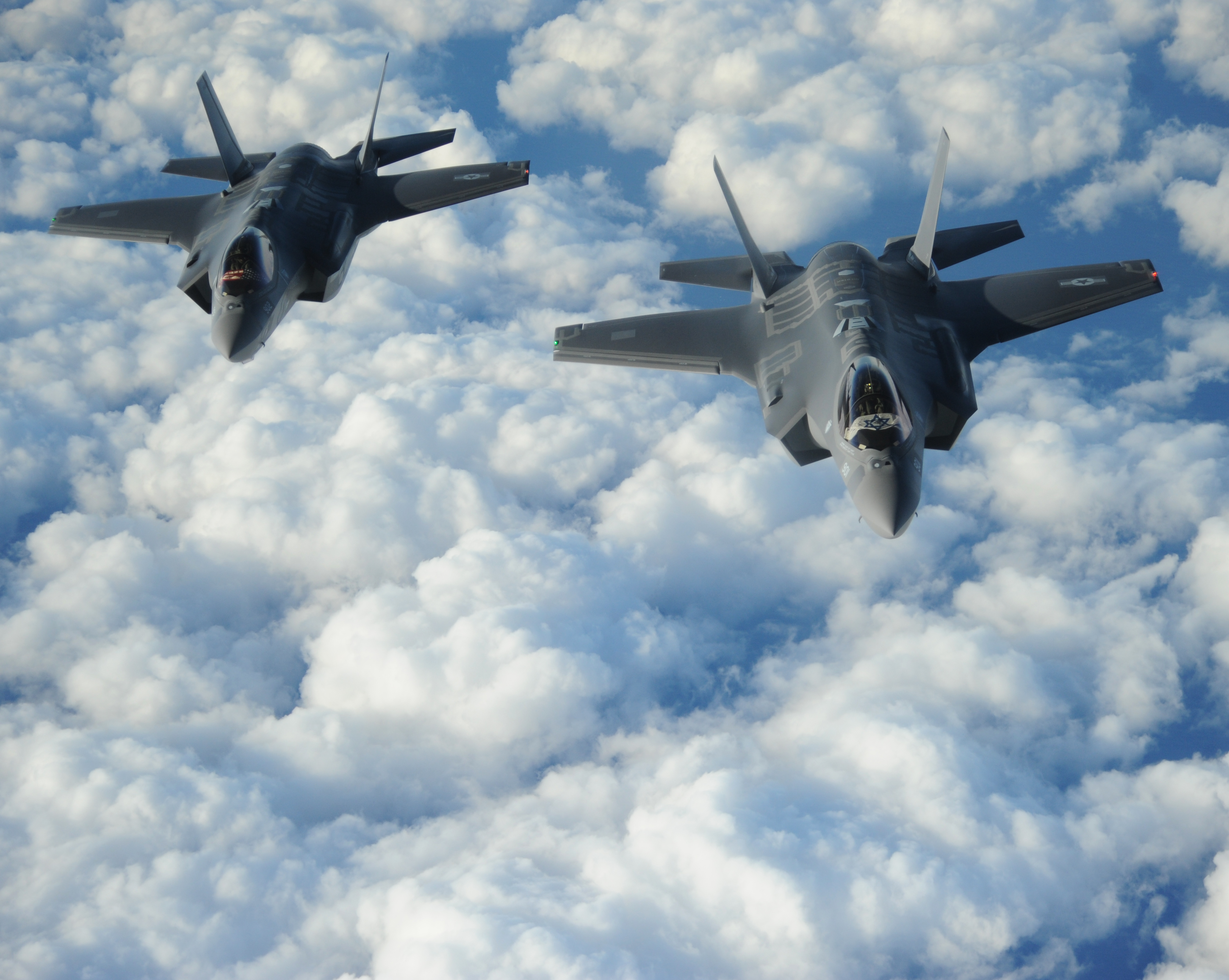
Modernos caças F-35 de Israel.

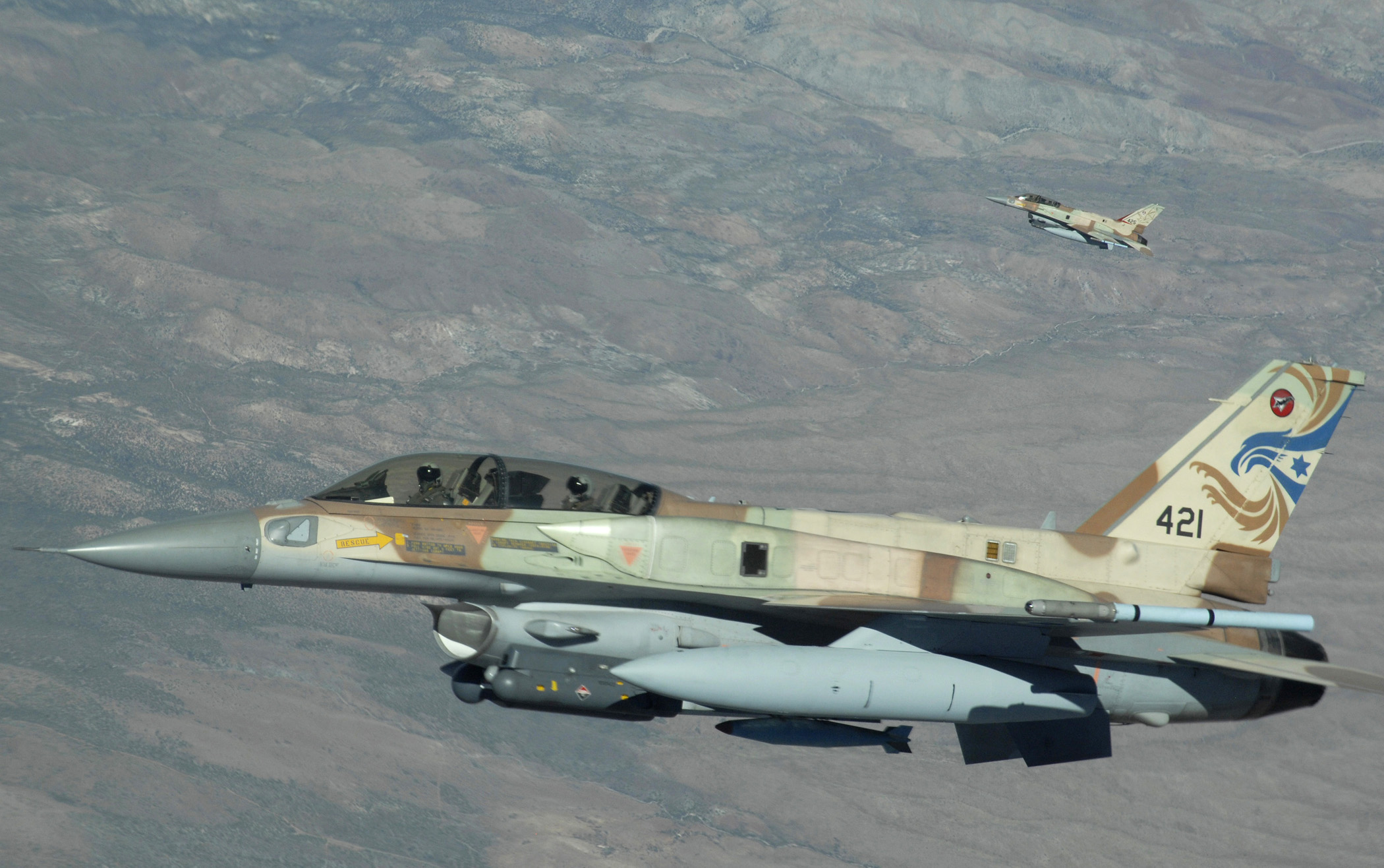
Caças F-16I da Força Aérea Israelense. Nestes modelos, 50% dos aviônicos foram substituídos por sistemas desenvolvidos e fabricados em Israel.

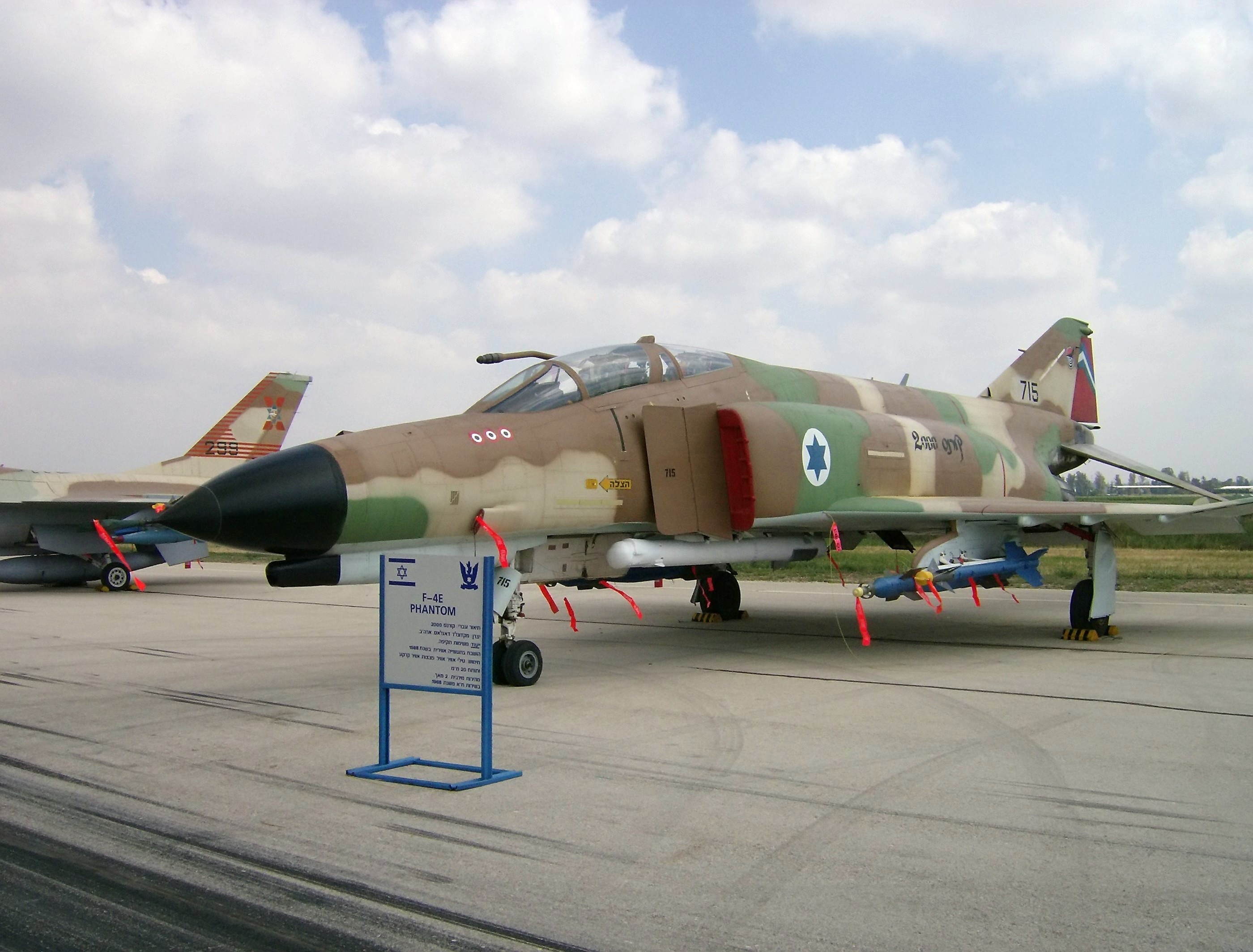
F-4 Phantom II da Força Aérea Israelense, em camuflagem típica para desertos. Na fuselagem do avião - as marcas de 3 caças inimigos derrubados em batalha.

A Força Aérea Israelense (português brasileiro) ou Força Aérea Israelita (português europeu) (FAI; em hebraico: זרוע האויר והחלל, transl. Zroa HaAvir VeHahalal, "Braço do Ar e Espaço", conhecido comumente como חיל האויר, transl. Hel HaAvir, "Força Aérea") é a força aérea das Forças de Defesa de Israel. O seu atual comandante-em-chefe é o aluf (major-general) Amir Eshel, e a força conta com aproximadamente 700 aeronaves. Ao longo dos anos, a FAI manteve superioridade aérea perante seus rivais, demonstrando um alto desempenho em combate.

## História

A insígnia da Força Aérea Israelense é uma estrela de Davi azul sobre um círculo branco, e costuma estar pintada em seis posições diferentes - no topo e sob cada uma das asas, e em cada um dos lados da fuselagem. As marcações de cada esquadrão costumam ficar na cauda.

### Formação (1948-1957)
A Força Aérea Israelense foi formada quando o Estado de Israel foi declarado, em 1948, e se encontrou sob ataque imediato. A organização que a antecedeu, Sherut Avir, era o braço aéreo do Haganá. O início humilde da FAI fez de suas primeiras vitórias aéreas particularmente impressionantes; as primeiras formações foram reunidas a partir de uma miscelânea de aeronaves civis recrutadas ou doadas, e convertidas para o uso militar. Diversos aviões de combate obsoletos (muitos deles ex-Luftwaffe), utilizados na Segunda Guerra Mundial, foram obtidos rapidamente, através das fontes mais variadas, para complementar esta frota. Durante muitos anos a espinha dorsal da FAI consistiu de 25 Avia S-199 (essencialmente Messerschmitt Bf 109s comprados da Tchecoslováquia) e 62 Spitfires LF Mk IXE. A criatividade e a utilização criteriosa de recursos foram os alicerces dos sucessos militares aéreos israelenses, em seu início, e não a tecnologia - que, à época, ainda era geralmente inferior à utilizada pelos adversários de Israel.
Durante a década de 1950 a França se tornou um dos principais fornecedores de aviões de guerra para Israel; porém as relações entre os dois países se deterioraram pouco antes da Guerra dos Seis Dias, quando a França declarou um embargo sobre a venda de armas para o país. Em resposta, a então-incipiente fabricante nacional de aeronaves, Israel Aircraft Industries (IAI) aumentou significantemente sua produção de armas e aviões (inicialmente baseando-se nos modelos franceses), e Israel acabou mudando para os Estados Unidos como seu principal fornecedor de material bélico.

### Guerra dos Seis Dias
Durante a Guerra dos Seis Dias, a Força Aérea Israelense obteve a supremacia aérea ao inutilizar a maior parte das forças aéreas inimigas no primeiro dia de combate. Em 5 de junho de 1967, na chamada Operação Foco, a FAI destruiu a maior parte da Força Aérea Egípcia enquanto seus aviões ainda estavam em solo. No fim do dia as forças aéreas síria e jordaniana também tinham sido seriamente danificadas. Os israelenses obtiveram um total de 451 vitórias aéreas, e perderam apenas 10 aeronaves.

### Guerra do Desgaste
No conflito que ficou conhecido como Guerra do Desgaste, a FAI passou a realizar combates diretos a outros aviões (dogfight) e a bombardear alvos estratégicos dentro do território inimigo. Algumas operações se destacaram:
- 11 de setembro de 1969: aviões da FAI derrubaram 12 caças egípcios
- 26 de setembro de 1969 - Operação Galo 53: helicópteros Super Frelon e Sikorsky CH-53 Yas'ur da FAI levam paraquedistas numa incursão para capturar e roubar um avançado radar P-12 soviético utilizado pelo Egito, próximo a Suez. Um helicóptero CH-53 carregou o radar, de 4 toneladas, amarrado sob ele.
- 7 de janeiro de 1970: a FAI começou a realizar ataques a alvos egípcios, forçando-os a interromper os ataques de artilharia e comandos realizados sobre as forças israelenses espalhadas a leste do Canal de Suez.
- 30 de julho de 1970: a FAI surpreendeu e derrubou cinco caças MiG-21 egípcios pilotados por soviéticos

### Guerra do Yom Kipur

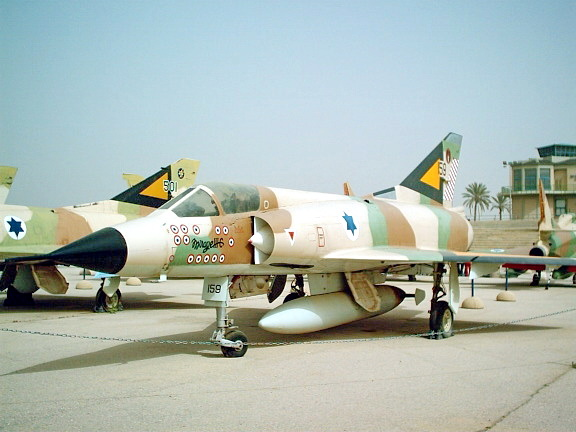
Caça Mirage IIIc, retirado de serviço no início dos anos 80, no museu da aeronáutica em Israel. Na fuselagem do avião - as marcas de 13 caças inimigos derrubados em batalha.

Na Guerra do Yom Kipur, em outubro de 1973, a FAI sofreu baixas pesadas devido aos mísseis terra-ar soviéticos, porém pôde se reagrupar para auxiliar as tropas em terra das Forças de Defesa de Israel, e posteriormente bombardear alvos na Síria e no Egito. Uma das primeiras batalhas na frente aérea da guerra foi a Batalha Aérea de Ofra, que envolveu dois Phantoms israelenses contra 28 MiG-17 e MiG-21 egípcios, e que resultou com sete aviões egípcios derrubados e a debandada do resto. Helicópteros da FAI também revelaram-se extremamente úteis para os esforços de logística e evacuação médica. De acordo com Israel, durante aquela guerra, a FAI perdeu 102 aviões, enquanto a Força Aérea Egípcia perdeu 235 e a Força Aérea Síria perdeu 135 - embora estes números sejam contestados pelos governos destes países.

### Crescimento (1973-82)
Logo após a Guerra do Yom Kipur, a maior parte dos aviões militares de Israel passaram a ser obtidos dos Estados Unidos. Entre eles estavam o F-4 Phantom II, A-4 Skyhawk, F-15 Eagle, E-2 Hawkeye, além de muitos outros.
A Força Aérea Israelense também desenvolveu diversos modelos próprios, como o IAI Nesher - e, posteriormente, o IAI Kfir, mais avançado - que eram derivações não-autorizadas do Dassault Mirage 5 francês (Israel comprou 50 Mirage 5 da Dassault Aviation, que não chegaram a ser entregues devido ao embargo imposto pelo governo da França durante a Guerra do Yom Kipur). O Kfir foi adaptado para utilizar um motor americano mais poderoso, produzido sob permissão em Israel. Em 1976 a FAI participou da missão de resgate conhecida como Operação Entebbe, em Uganda, usando os C-130 Hercules para transporte.
Durante as décadas de 1980 e 1990 a FAI foi equipada com diversas outras aeronaves americanas (F-16, AH-1 Cobra, AH-64 Apache, e o próprio C-130 Hercules).

### Bombardeio do reator nuclear de Osiraq
Em 7 de junho de 1981 oito caças F-16A da Força Aérea Israelense, escoltados por seis jatos F-15A, realizaram a missão conhecida como Operação Ópera (também conhecida como Operação Babilônia ou Operação Ofra), para bombardear e destruir as instalações nucleares do Iraque, em Osiraq. Entre os pilotos que participaram do ataque estava o coronel Ilan Ramon, primeiro astronauta do país. Todas as aeronaves retornaram a Israel com muito pouco combustível.

### Guerra do Líbano de 1982 e suas consequências
Durante a Guerra do Líbano de 1982, aviões da FAI destruíram muitas das defesas aéreas sírias (a maior parte deles na Operação Grilo-Toupeira 19) e derrubou 100 aviões sírios sem perder um caça sequer nos combates aéreos.
Durante a guerra helicópteros de ataque AH-1 Cobra da FAI destruíram dúzias de veículos blindados de combate sírios e outros alvos em solo, como tanques T-72.
Em 1986 um F-4 Phantom da FAI, pilotado pelo capitão Aharon Achiaz, foi danificado durante o voo e abandonado, o que resultou na captura do navegador de voo Ron Arad pela milícia xiita Amal. Até hoje, o paradeiro de Arad não foi revelado por seus captores.
Por muitos anos depois do fim oficial da guerra, e ao longo da presença israelense em ocupações de partes do Líbano, AH-1 Cobras continuaram a ser usados para atacar posições de militantes do Hizbollah e da OLP no sul daquele país.

### Bombardeio do quartel-general da OLP em Túnis

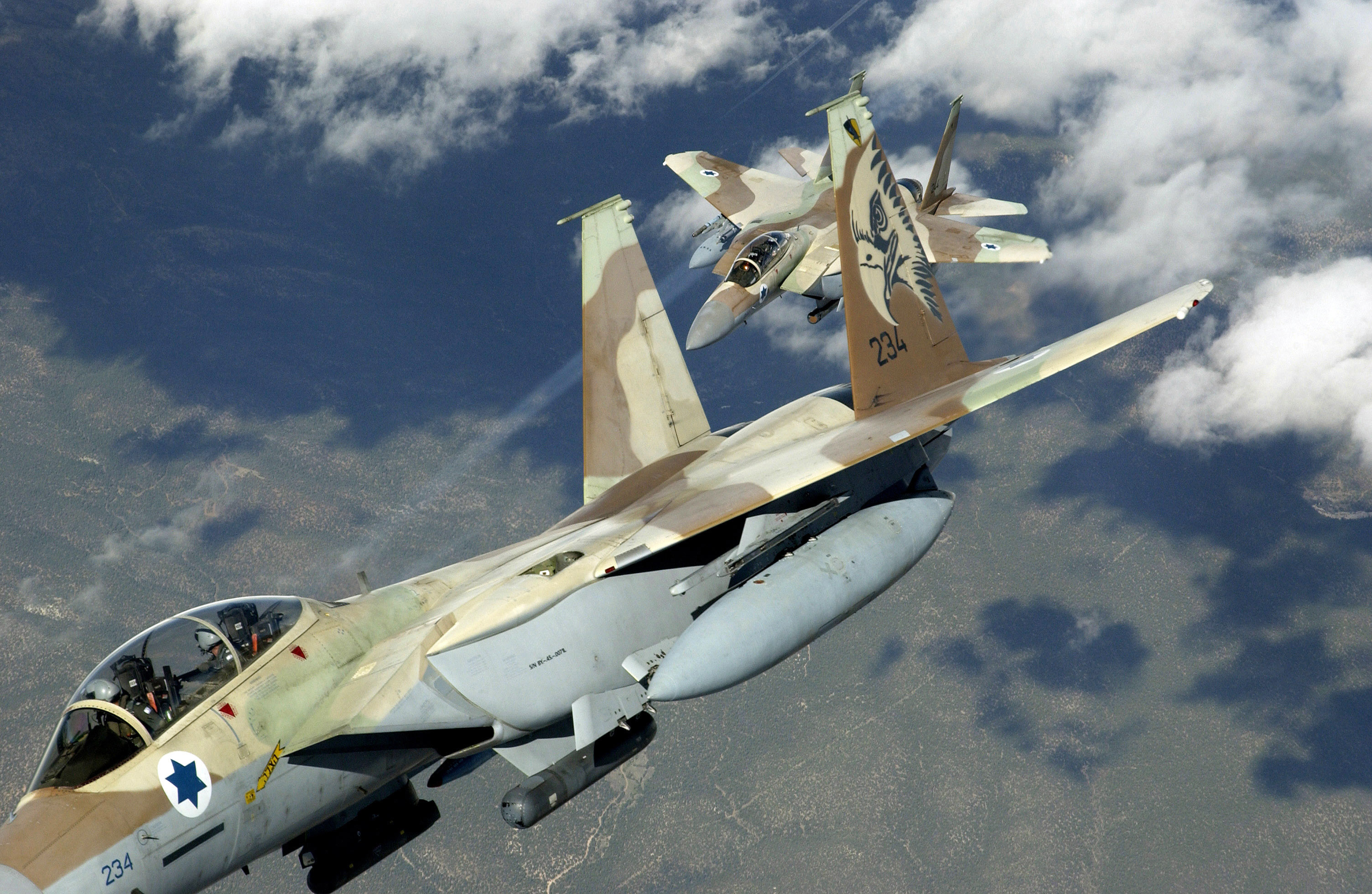
Caças F-15 da Força Aérea Israelense

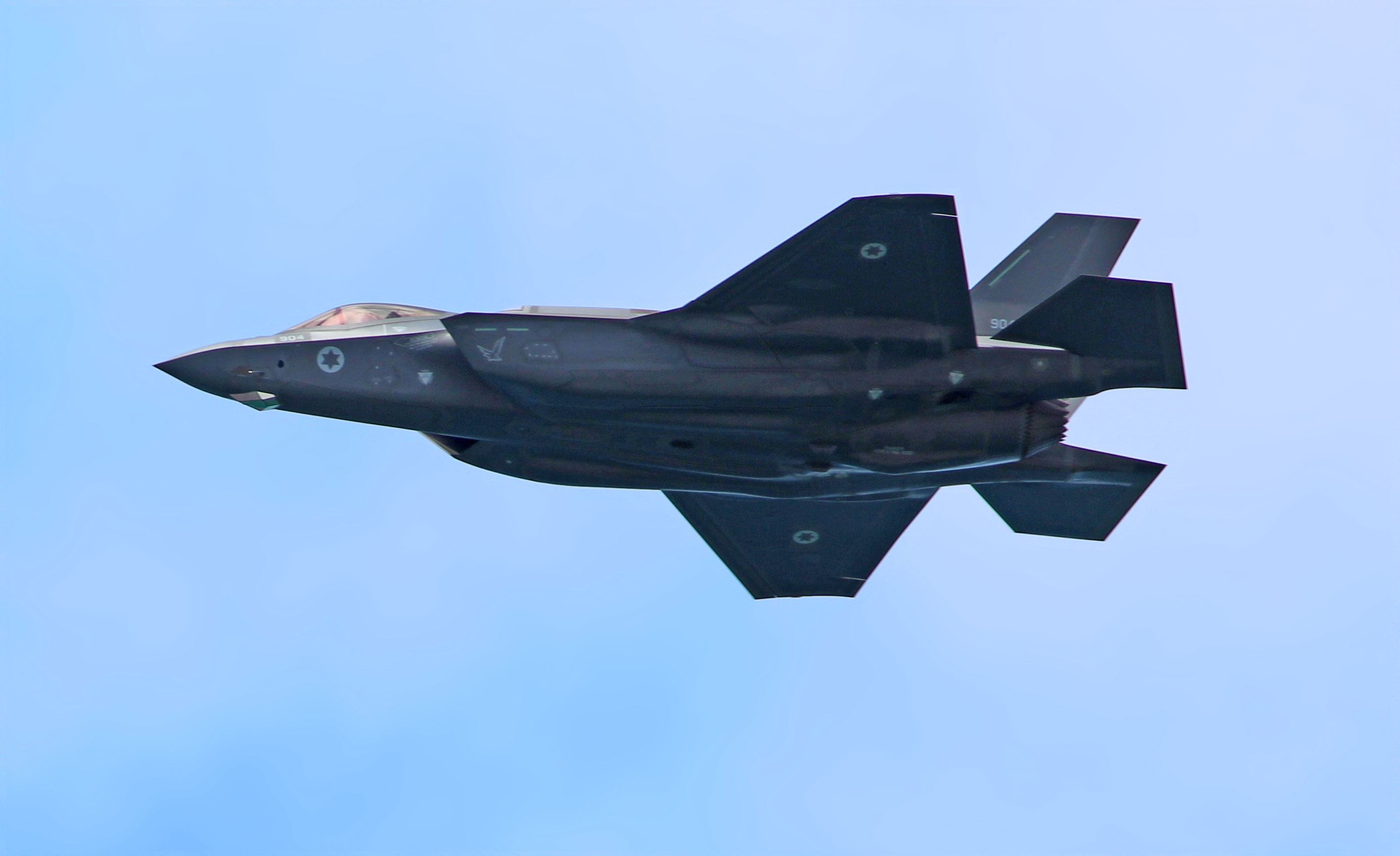
Um F-35I, o mais recente caça de superioridade aérea israelense.

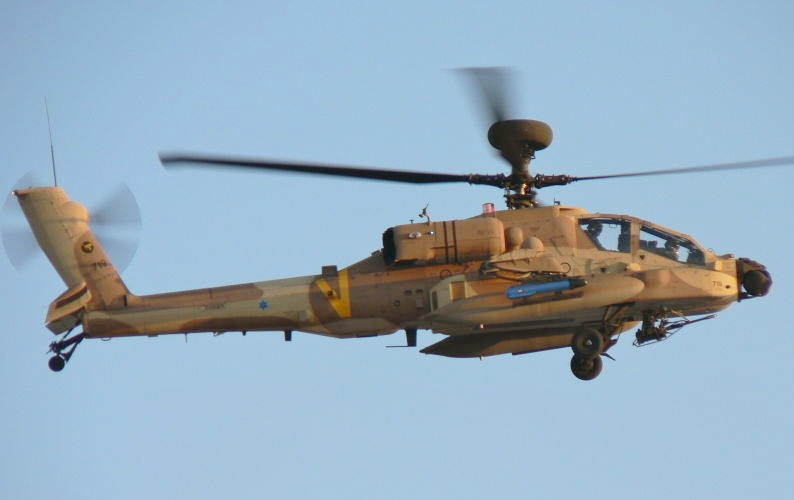
AH-64D "Saraf"

Como resposta a um ataque terrorista da Organização para a Libertação da Palestina (OLP) que resultou na morte de três civis israelenses em Chipre, a Operação Perna de Pau foi realizada em 1 de outubro de 1985. O ataque consistiu do bombardeio do quartel-general da OLP em Túnis, capital da Tunísia, feito por caças F-15 Eagle. Foi a mais longa missão de combate já empreendida pela FAI, que abrangeu uma distância de 2300 quilômetros e envolveu o reabastecimento de combustível dos caças, feito por um Boeing 707 da FAI. Como resultado da operação, as instalações da OLP foram destruídas ou seriamente danificadas.

### Era tecnológica (1990 em diante)

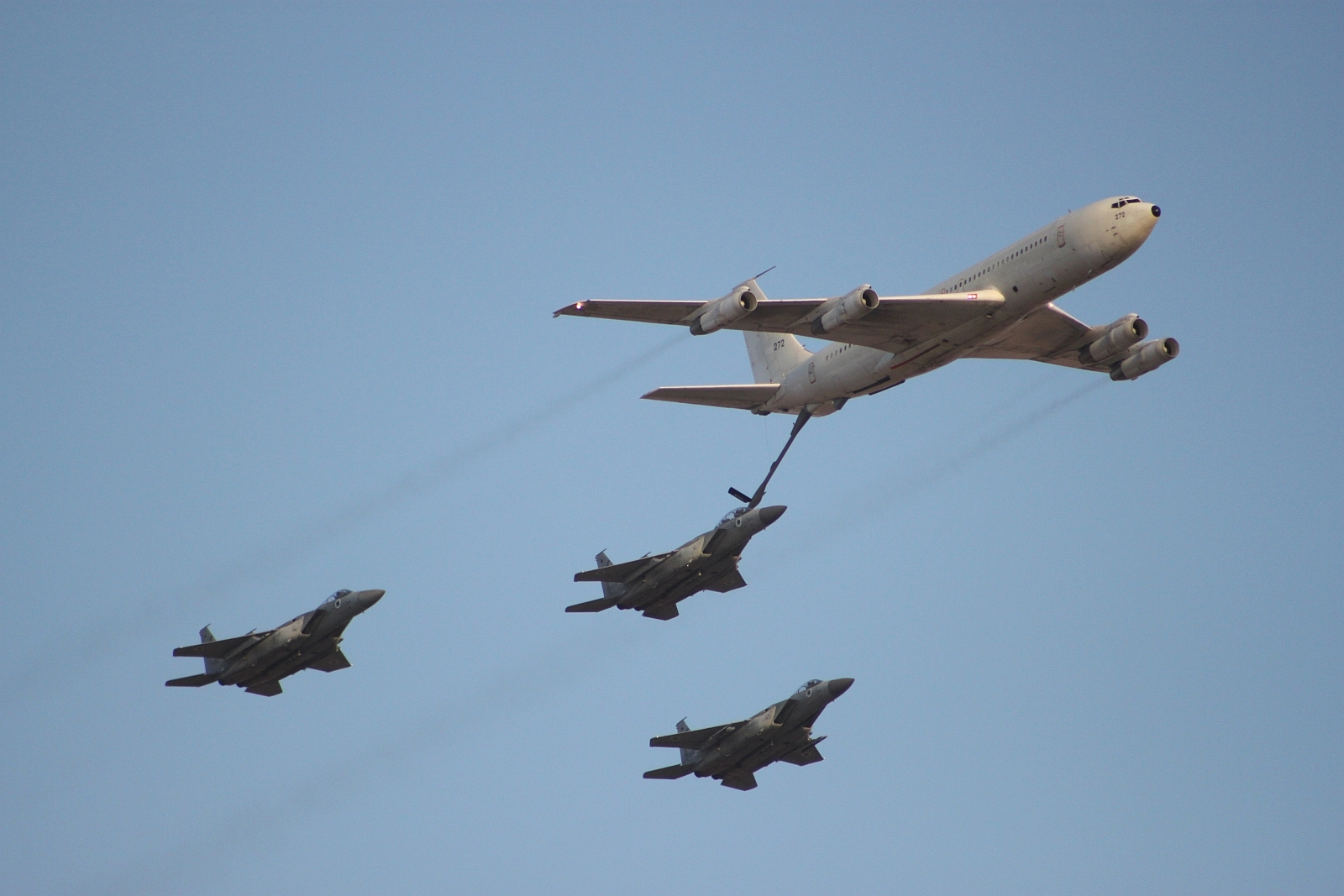
Um avião de reabastecimento Boeing 707 escoltado por caças F-15.

Durante a década de 1990 a Força Aérea Israelense atualizou a maior parte de suas aeronaves com sistemas avançados produzidos em Israel, melhorando significativamente a performance destes aviões. No meio da década a FAI também recebeu o helicóptero de ataque AH-64 Apache, e o equipou com os mísseis Rafael Python 4, Popeye e Derby.
Em 1991 a FAI participou da Operação Salomão, que trouxe judeus etíopes para Israel. No mesmo ano o país foi atacado por mísseis Scud do Iraque, durante a primeira Guerra do Golfo. Pilotos da Força Aérea Israelense permaneceram em alerta permanente em seus cockpits durante todo o conflito, pronto para voar para o Iraque em missões de retaliação. A pressão diplomática dos Estados Unidos, no entanto, manteve os aviões da FAI no solo enquanto as aeronaves da Coalizão e as baterias de mísseis Patriot fornecidas pelos EUA e pelos Países Baixos lidavam com os Scuds.

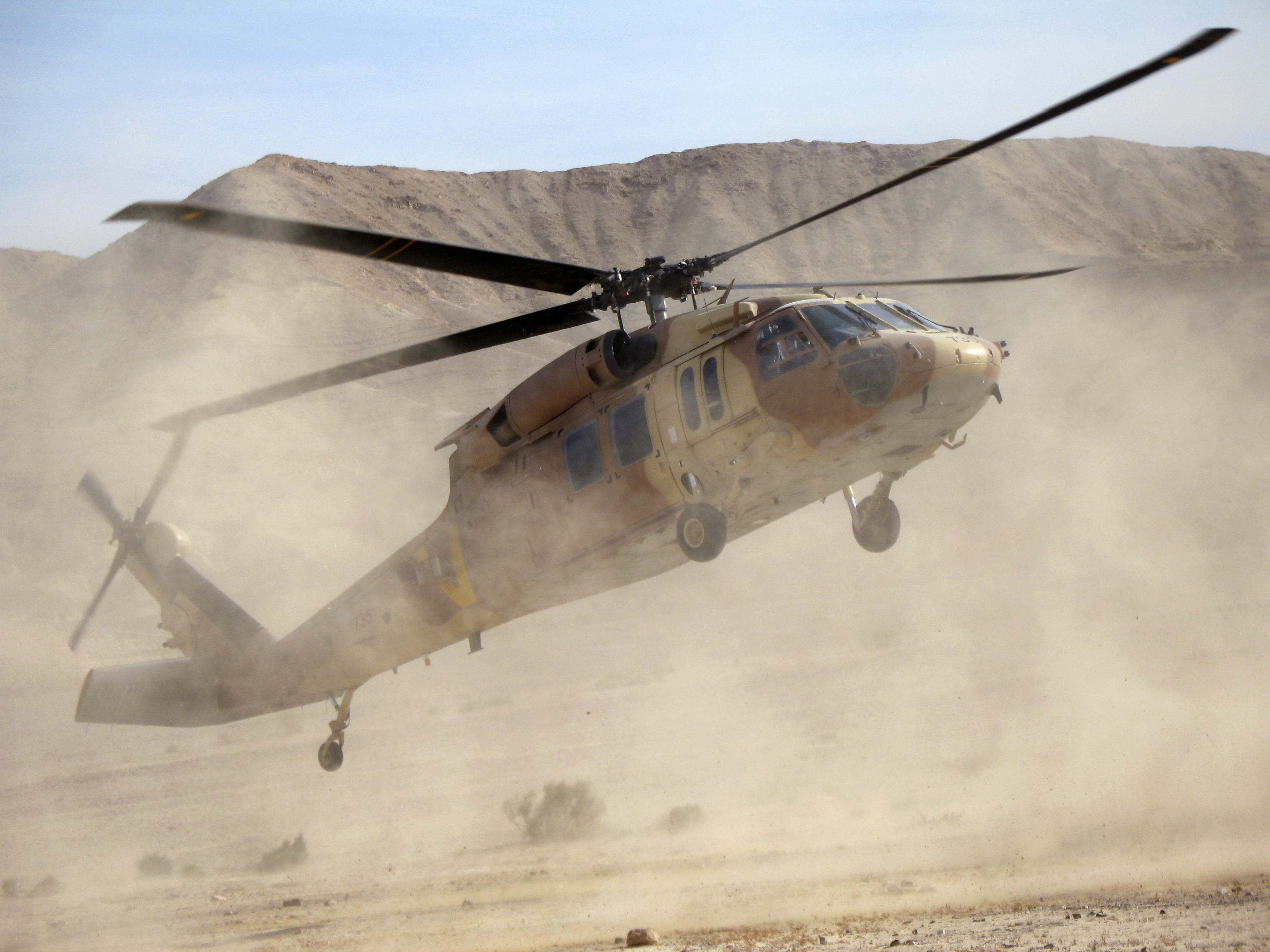
Um UH-60 Blackhawk da Força Aérea Israelense.

Após o ano 2000 a FAI comprou o F-15I Ra'am ("Trovão") e o F-16I Sufa ("Tempestade"), duas das variações mais avançadas dos caças F-15 e F-16, fabricadas especialmente para Israel de acordo com as determinações da FAI - que tornou-se, após comprar um total de 102 F-16I, a segunda força aérea do mundo em número de F-16s, depois da Força Aérea dos Estados Unidos. A FAI também comprou o míssil ar-ar israelense Rafael Python 5, considerado um dos melhores em seu campo, assim como uma versão especial do Apache Longbow, chamado de AH-64DI ou Saraph. Em 2005 a Força Aérea Israelense recebeu jatos Gulfstream V projetados sob medida (chamados de "Nachshon"), que foram modificados com alguns dos sistemas de inteligência mais modernos e avançados do mundo, produzidos pela companhia Israel Military Industries (IMI).

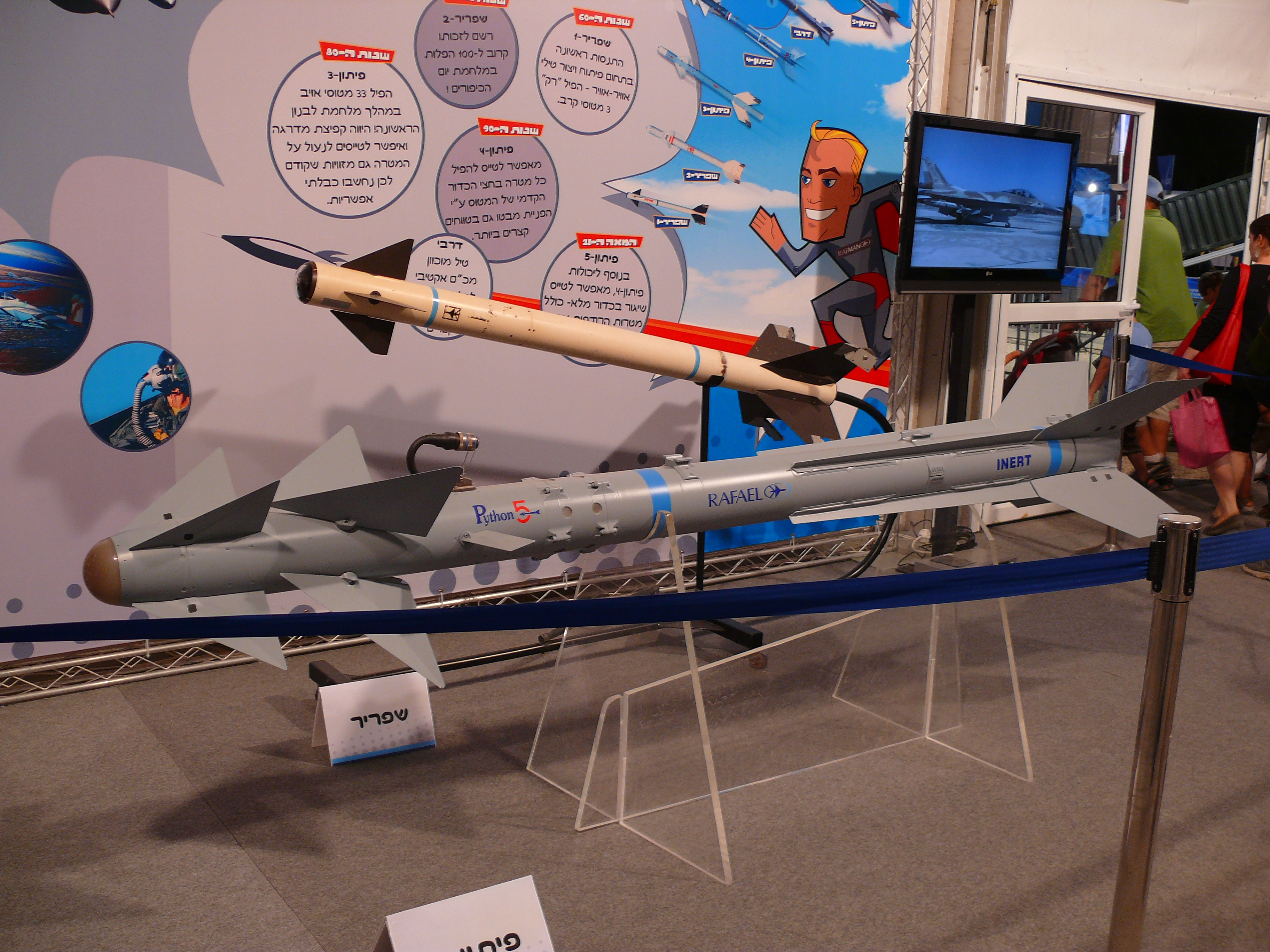
Míssil ar-ar Phytom 5, desenvolvido e fabricado pela empresa israelense Rafael.

Acredita-se que três esquadrões da FAI (150, 199 e 248), estacionados na base aérea de Sedot Mikha, sejam responsáveis pela capacidade de Israel de lançar mísseis nucleares terra-terra, mantendo um estoque de entre 21 a 100 mísseis balísticos de médio alcance Jericho I e II. O Jericho III, capaz de atingir alvos por todo o Oriente Médio e Europa, assim como boa parte da África e Ásia, teria entrado em serviço em 2008, quando foram realizados lançamentos de teste.
Durante a Segunda Intifada a FAI foi empregada em grande escala para assassinatos seletivos de líderes de grupos militantes palestinos, dos quais alguns exemplos notáveis foram Salah Shakhade, Mahmoud Abu-Hunud, Abu Ali Mustafa, Ahmed Yassin e Abed al-Aziz Rantissi. Esta política é controversa, devido aos danos colaterais causados em diversas situações; Israel alega que estes assassinatos são vitais na luta contra o terrorismo, e que os pilotos da FAI fazem o que podem para evitar vítimas civis - incluindo abortar determinadas missões.
Após um recurso histórico feito na Suprema Corte de Israel, em 1994, por uma imigrante judia da África do Sul, Alice Miller, a Força Aérea de Israel foi instruída a abrir as portas de sua escola de voo para mulheres. Miller foi aprovada em seus exames de aprovação, porém foi reprovada nos exames médicos e acabou por não se qualificar. A primeira piloto recebeu seu brevê em 2001 (diversas navegadoras de voo foram aprovadas anteriormente).
Em setembro de 2007 a Força Aérea Israelense bombardeou com sucesso um suposto reator nuclear sírio, na Operação Pomar.

## Seleção e treinamento de pilotos

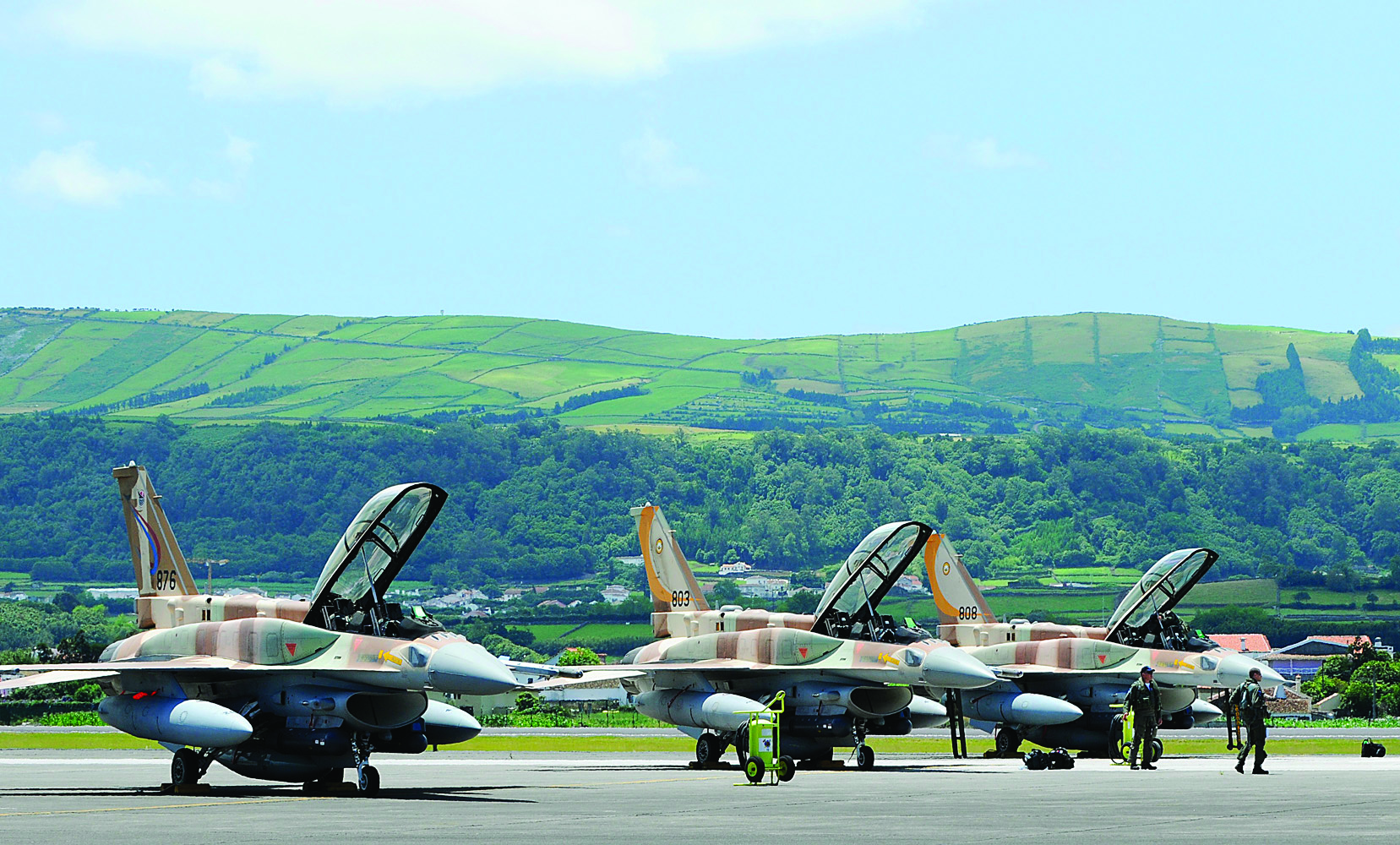
Caças F-16 de Israel prontos para voo.

O processo de seleção para os pilotos da Força Aérea Israelense remonta a Ezer Weizman, amplamente reconhecido como o arquiteto da FAI atual, e sua meta de se recrutar apenas "o melhor em termos de pilotos". Seu raciocínio era de que a habilidade e a bravura das forças em terra de nada valeria se fossem atacados à vontade a partir dos ares; como consequência, apenas aqueles tidos como detentores de uma habilidade inata para obter sucesso como pilotos para Israel são convidados a iniciar o processo de treinamento, e apenas os mais qualificados conseguem completar aquele que é visto por muitos como o mais exigente curso de seleção militar do mundo.
Os potenciais pilotos israelenses são identificados antes de se reportar para o serviço militar nacional (feito aos 18 anos de idade), com base em fatores como notas escolares elevadas e resultados positivos em testes padronizados, condições físicas excelentes e altas aptidões técnicas. Aqueles que satisfazem estes e outros critérios são convidados a participar de um processo de seleção denominado gibush ("coesão"), com duração de seis dias, que envolve desafios físicos, mentais e sociométricos. Os recrutas são selecionados não apenas por sua habilidade de realizar as tarefas que lhes são designadas, mas por sua atitude ao executá-los - por exemplo, como suportam situações duras e dificuldades inesperadas, quão bem trabalham em grupos e como lidam com a solução de problemas e administram situações de calamidades. Até 90% daqueles que começam o gibush acabam sendo eliminados em sua conclusão; as exigências físicas dos gibushim foram reduzidas recentemente, após a morte de um participante, em 2006).

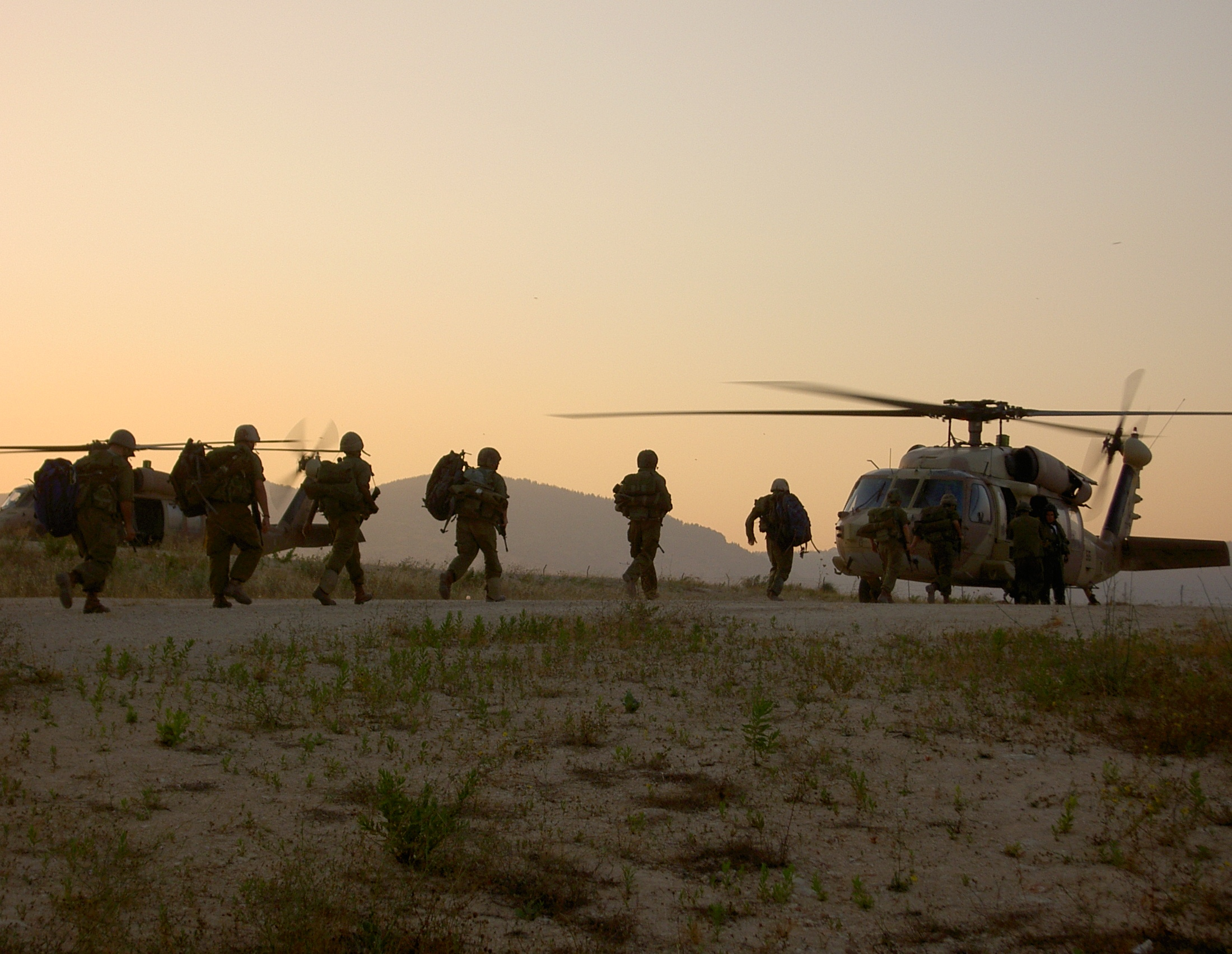
Soldados de infantaria do exército embarcando helicóptero da Força Aérea Israelense.

Aqueles que são aprovados no gibush iniciam uma jornada de três anos até conseguir seus emblemas de aviador, uma jornada que incluirá um extensivo treinamento de voo, treinamento de infantaria, os cursos para oficial, além dos estudos para a obtenção de um diploma acadêmico. Os candidatos a piloto são avaliados constantemente, e a imensa maioria dos que iniciam os cursos de voo não chegam ao fim do programa. Aqueles que não são aprovados no curso podem permanecer na força aérea, numa posição terrestre, ou pedir transferência para uma unidade do exército, dependendo do estágio em que foram eliminados do curso.
Ainda na escola de voo, os futuros pilotos são classificados e designados para diferentes tipos de aeronave. Alguns poucos se tornam pilotos de caça (tarefa que é considerada por muitos como o posto mais desejável), enquanto a maioria aprende a pilotar helicópteros, aviões de transporte, ou são treinados como navegadores.
O curso de pilotagem foi aberto para as mulheres em 1995, embora o primeira piloto do sexo feminino só tenha se formado em 2001 (diversas navegadoras de voo se formaram anteriormente). Embora árabes israelenses possam se voluntariar para servir na FAI, não se sabe se eles podem procurar treinamento na força aérea. Em 2006 um árabe israelense se inscreveu para o programa de pilotos, porém não foi aceito.

## Lista de comandantes da FAI
- Yisrael Amir (maio de 1948-julho de 1948)
- Aharon Remez (julho de 1948-dezembro de 1950)
- Shlomo Shamir (dezembro de 1950-agosto de 1951)
- Haim Laskov (agosto de 1951-maio de 1953)
- Dan Tolkovsky (maio de 1953-julho de 1958)
- Ezer Weizman (julho de 1958-abril de 1966)
- Mordechai Hod (abril de 1966-maio de 1973)
- Binyamin Peled (maio de 1973-outubro de 1977)
- David Ivri (outubro de 1977-dezembro de 1982)
- Amos Lapidot (dezembro de 1982-setembro de 1987)
- Avihu Ben-Nun (setembro de 1987-janeiro de 1992)
- Herzl Bodinger (janeiro de 1992-julho de 1996)
- Eitan Ben Eliyahu (julho de 1996-abril de 2000)
- Dan Halutz (abril de 2000-abril de 2004)
- Elyezer Shkedy (abril de 2004-maio de 2008)
- Ido Nehoshtan (maio de 2008-maio de 2012)
- Amir Eshel (maio de 2012-agosto de 2017)
- Amikam Norkin (agosto de 2017-abril de 2022)
- Tomer Bar (abril de 2022-presente)

## Equipamento

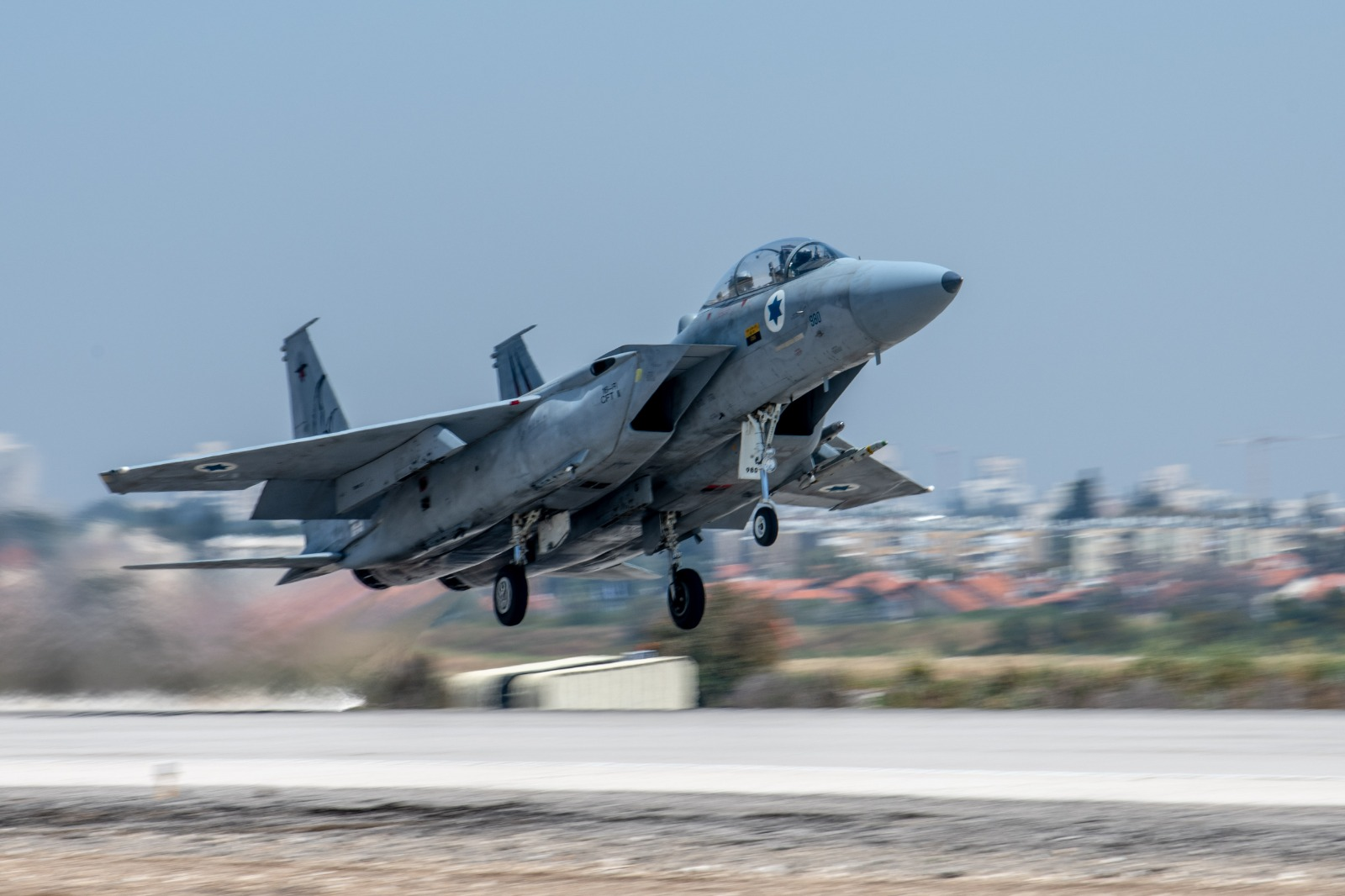
Um F-15E do Esquadrão 106 da força aérea israelense.

Inventario atual da Força Aérea Israelense.
| Aeronave                   | Pais de Origem          | Tipo                      | Variante          | Em Serviço        | Notas                              |
| Aviões de Combate          | Aviões de Combate       | Aviões de Combate         | Aviões de Combate | Aviões de Combate | Aviões de Combate                  |
| -------------------------- | ----------------------- | ------------------------- | ----------------- | ----------------- | ---------------------------------- |
| F-15 Eagle                 | Estados Unidos          | Caça multiuso             | F-15 A/C          | 84                |                                    |
| F-15 Strike Eagle          | Estados Unidos          | Caça de ataque            | F-15I             | 25                | Variante desenvolvida para Israel  |
| F-16 Fighting Falcon       | Estados Unidos          | Caça multiuso             | F-16 C/I          | 175               |                                    |
| F-35 Lightning II          | Estados Unidos          | Caça furtivo              | F-35I             | 39                | 75 encomendados                    |
| Alerta Aéreo               |                         |                           |                   |                   |                                    |
| Boeing 707                 | Estados Unidos / Israel | AEW&C                     |                   | 2                 | Modificado com Radar AESA          |
| Gulfstream G550            | Estados Unidos          | AEW&C                     | CAEW              | 2                 | Equipado com radar feito em Israel |
| Avião de reconhecimento    |                         |                           |                   |                   |                                    |
| Super King Air             | Estados Unidos          | SIGINT /ELINT             | B200              | 18                |                                    |
| Gulfstream G550            | Estados Unidos          | SIGINT / Vigilância       |                   | 3                 |                                    |
| Reabastecimento aéreo      |                         |                           |                   |                   |                                    |
| Boeing 707                 | Estados Unidos          | Reabastecimento aéreo     |                   | 7                 |                                    |
| Boeing KC-767              | Estados Unidos          | Reabastecimento aéreo     |                   | 0/4               | 4 encomendados                     |
| C-130                      | Estados Unidos          | Reabastecimento aéreo     | KC-130H           | 4                 |                                    |
| Transporte                 |                         |                           |                   |                   |                                    |
| Super King Air             | Estados Unidos          | Transporte                | B200              | 4                 |                                    |
| C-130 Hercules             | Estados Unidos          | Transporte                |                   | 6                 |                                    |
| Lockheed C-130J Hercules   | Estados Unidos          | Transporte                | C-130J            | 7                 |                                    |
| Helicóptero                |                         |                           |                   |                   |                                    |
| Bell 206                   | Estados Unidos          | Utilitario                |                   | 4                 |                                    |
| AH-64 Apache               | Estados Unidos          | Ataque                    | AH-64A/D          | 48                |                                    |
| Sikorsky UH-60             | Estados Unidos          | Utilitario                | UH-64A/L          | 48                |                                    |
| Sikorsky SH-60 Seahawk     | Estados Unidos          | Apoio aéreo aproximado    | SH-60F            | 8 encomendados    |                                    |
| Sikorsky CH-53             | Estados Unidos          | Transporte Pesado         | S-65C-3           | 22                |                                    |
| Eurocopter Panther         | França                  | Busca e Salvamento        |                   | 5                 |                                    |
| Avião de treinamento       |                         |                           |                   |                   |                                    |
| T-6 Texan                  | Estados Unidos          | Treinamento Intermediario |                   | 20                |                                    |
| F-15 Eagle                 | Estados Unidos          | Avião Convertido          |                   | 18                |                                    |
| Aermacchi M-346            | Itália                  | Treinamento Avançado      |                   | 30                |                                    |
| Bell OH-58 Kiowa           | Itália                  | Treinamento Helicoptero   |                   | 18                |                                    |
| General Dynamics F-16      | Estados Unidos          | Avião Convertido          |                   | 49                |                                    |
| Grob G 120                 | Alemanha                | Treinamento Basico        |                   | 17                |                                    |
| AgustaWestland AW119 Koala | Itália                  | Treinamento Helicoptero   |                   |                   |                                    |
| UAV                        |                         |                           |                   |                   |                                    |
| IAI Eitan                  | Israel                  | Reconhecimento            |                   |                   |                                    |
| IAI Heron                  | Israel                  | Reconhecimento            |                   |                   |                                    |
| Elbit Hermes 450           | Israel                  | Reconhecimento            |                   |                   |                                    |
| Elbit Hermes 900           | Israel                  | Reconhecimento            |                   |                   |                                    |

## Fonte
- «Lista de comandantes da FAI» (em inglês)